# 白扇花集
宝塚舞踊詩『白扇花集』 -白井鐵造作品集より-（はくせんかしゅう）は宝塚歌劇団の舞台作品。15場。
花組公演。
監修は内海重典。構成・演出は横澤英雄。演出・振付は花柳寿楽。
併演作品は『スパルタカス』。

## 概要
※『宝塚歌劇100年史（舞台編）』の宝塚大劇場公演参考。
日本物のショー作品。
白井鐵造のかつての作品、場面を一本のショーにまとめた作品。「レインボウ宝塚」、「花詩集」、「源氏物語」、「白蓮記」等、この年限りとなった旧・宝塚大劇場の思い出の世界を再現している。

## 公演期間と公演場所
- 1992年2月14日 - 3月24日　宝塚大劇場
- 1992年6月4日 - 6月28日　東京宝塚劇場

## スタッフ
※氏名の後ろに「宝塚」、「東京」の文字がなければ両公演共通
- 作曲・編曲：中元清純
- 編曲：小高根凡平、鞍富真一、羽田健太郎
- 音楽指揮：小高根凡平（宝塚）、清川知巳（東京）
- 振付：山田卓
- 装置：石濱日出雄、関谷敏昭
- 衣装：静間潮太郎、中川菊枝
- 照明：今井直次
- 小道具：万波一重
- 効果：三尾典正
- 音楽監督：松永浩志
- 演出補：中村暁
- 演出助手：木村信司
- 製作担当：津村健二（東京）
- 制作：市橋信男

## 主な配役

### 宝塚公演
- 新三郎 - 春日野八千代
- 鷺娘、深雪<白蓮> - 松本悠里
- 若衆S1、光源氏、花のボレロS - 安寿ミラ
- 若衆S2、赤いけしS、花のボレロ - 真矢みき
- 娘S1、夕顔、花のボレロ - 森奈みはる
- 役者1、大尽 - 未沙のえる
- 若衆3 - 磯野千尋
- 娘、赤いけしの歌手、遊女 - 峰丘奈知
- 遊女 - 町風佳奈
- 娘S3、芸者、遊女 - 美月亜優
- 娘A、芸者、遊女 - 夏目佳奈
- 娘A、すみれの踊り子S - 詩乃優花
- 若衆A、京の男 - 宝樹芽里
- 娘S2、遊女、花のボレロ - 華陽子
- 町男A - 橘沙恵
- 若衆A、すみれの若衆 - 愛華みれ
- 若衆A、すみれの青年S - 真琴つばさ
- 娘A、遊女 - 夢乃千琴
- 若衆A - 紫吹淳

### 東京公演の変更点
第四場
- 役者2 - 大伴れいか